# Martin soldat
Pour les articles homonymes, voir Martin.
Pour plus de détails, voir Fiche technique et Distribution.
Martin soldat est un film français réalisé par Michel Deville, sorti le 28 septembre 1966.

## Synopsis
Le jour du débarquement, Martin, acteur dans une troupe de théâtre sans prétention, doit jouer le rôle d'un officier allemand dans une pièce mais il est arrêté par les Américains. Une fois la supercherie éclaircie, il entre au service de l'armée française mais se fait capturer par des soldats allemands, cette fois avec un uniforme « emprunté » à un officier français. Le général von Haffelrats, qui prend Martin pour le général de Lamarzelle, désigne l'acteur grimé en officier pour négocier un armistice, sans laquelle les Allemands menacent de détruire Paris et Londres avec leurs missiles V1. Le « général » est vite libéré par les Américains et de nouveau démasqué. Les péripéties vont s’enchaîner pour le soldat Martin.

## Fiche technique
- Titre : Martin soldat
- Réalisation : Michel Deville, assisté de Claude Miller, Gérard Pirès
- Scénario : Maurice Rheims
- Adaptation et dialogues : Nina Companeez
- Décors : Jacques Dugied
- Photographie : Claude Lecomte
- Cadreur : Robert Foucard
- Montage : Nina Companeez
- Producteur : Les Films de la Pléiade, Pierre Braunberger
- Distribution : CCFC
- Musique : Maurice Leroux
- Début des prises de vues : 28 mars 1966
- Genre : Comédie
- Durée : 91 minutes
- Date de sortie : 
  - France : 28 septembre 1966

## Distribution
- Robert Hirsch : Martin
- Véronique Vendell : Zouzou
- Walter Rilla : Général Dietrich von Haffelrats
- Anthony Sharp : le major
- Reinhard Kolldehoff : le chef de la Gestapo
- Marlène Jobert : la jeune résistante
- Jean Martin : Monnier
- Georges Chamarat : Renard
- Claude Bertrand : Galland
- Hélène Dieudonné : Marie-Marguerite
- Paul-Émile Deiber : le général de Lamarzelle
- Maurice Escande : lui-même
- Jacqueline Monsigny
- Carl Studer
- Donald O'Brien
- Wolfgang Sauer : Wilderheim
- Claude Vernier : le Prussien
- Louis Velle : le colonel Dumesnil
- Katia Cristina : la jeune Anglaise

## Critique
Pierre Billard estime dans L'Express que si le film prend « un départ pénible », il enchante par la suite et divertit. Il va, d'après lui, « satisfaire à la fois grand public et connaisseur ».